# National Hockey League 1994-1995
La stagione 1994-1995 è stata la 78ª edizione della National Hockey League. La stagione regolare iniziò il 20 gennaio 1995 per poi concludersi il 3 maggio 1995, mentre i playoff della Stanley Cup terminarono il 13 giugno 1995. La finale di Stanley Cup finì il 24 giugno con la vittoria dei New Jersey Devils contro i Detroit Red Wings per 4-0. Per i Devils, giunti per la prima volta nella loro storia in finale, si trattò del primo successo nella Stanley Cup.
La stagione fu contrassegnata da un lockout di 104 giorni che fece slittare l'inizio della stagione regolare, prevista inizialmente ad ottobre, fino alla metà del gennaio 1995. I San Jose Sharks avrebbero dovuto l'NHL All-Star Game presso la San Jose Arena, tuttavia l'edizione fu cancellata e l'evento fu riproposto nella città californiana la stagione successiva. Gli incontri scesero da 82 a 48, e furono annullate tutte le partite fra squadre non appartenenti alla stessa Conference.
I Boston Bruins disputarono l'ultima stagione presso lo storico Boston Garden, mentre dall'anno successivo si sarebbero trasferiti presso il FleetCenter. Invece i Vancouver Canucks giocarono per l'ultima volta presso il Pacific Coliseum per poi approdare al GM Place nel corso della stagione successiva. I Chicago Blackhawks inaugurarono lo United Center mentre i St. Louis Blues aprirono il Kiel Center.

## Squadre partecipanti
- Boston Bruins
- Buffalo Sabres
- Calgary Flames
- Chicago Blackhawks
- Dallas Stars
- Detroit Red Wings
- Edmonton Oilers
- Florida Panthers
- Hartford Whalers
- Los Angeles Kings
- Mighty Ducks Anaheim
- Montreal Canadiens
- New Jersey Devils

- New York Islanders
- New York Rangers
- Ottawa Senators
- Philadelphia Flyers
- Pittsburgh Penguins
- Quebec Nordiques
- San Jose Sharks
- St. Louis Blues
- Tampa Bay Lightning
- Toronto Maple Leafs
- Vancouver Canucks
- Washington Capitals
- Winnipeg Jets

## Pre-season

### NHL Entry Draft
L'Entry Draft si tenne il 28-29 giugno 1994 presso l'Hartford Civic Center di Hartford, in Connecticut. I Florida Panthers nominarono come prima scelta assoluta il difensore canadese Ed Jovanovski. Altri giocatori rilevanti selezionati per giocare in NHL furono José Théodore, Patrik Eliáš, Evgenij Nabokov e Fredrik Modin.

## Stagione regolare

### Classifiche
= Qualificata per i playoff,       = Primo posto nella Conference,       = Vincitore del Presidents' Trophy, ( ) = Posizione nella Conference

#### Eastern Conference
Northeast Division
|    |                         | PG | V  | S  | N | GF  | GS  | PT |
| -- | ----------------------- | -- | -- | -- | - | --- | --- | -- |
| 1. | Quebec Nordiques (1)    | 48 | 30 | 13 | 5 | 185 | 134 | 65 |
| 2. | Pittsburgh Penguins (3) | 48 | 29 | 16 | 3 | 181 | 158 | 61 |
| 3. | Boston Bruins (4)       | 48 | 27 | 18 | 3 | 150 | 127 | 57 |
| 4. | Buffalo Sabres (7)      | 48 | 22 | 19 | 7 | 130 | 119 | 51 |
| 5. | Hartford Whalers (10)   | 48 | 19 | 24 | 5 | 127 | 141 | 43 |
| 6. | Montreal Canadiens (11) | 48 | 18 | 23 | 7 | 125 | 148 | 43 |
| 7. | Ottawa Senators (14)    | 48 | 9  | 34 | 5 | 117 | 174 | 23 |

Atlantic Division
|    |                          | PG | V  | S  | N | GF  | GS  | PT |
| -- | ------------------------ | -- | -- | -- | - | --- | --- | -- |
| 1. | Philadelphia Flyers (2)  | 48 | 28 | 16 | 4 | 150 | 132 | 60 |
| 2. | New Jersey Devils (5)    | 48 | 22 | 18 | 8 | 136 | 121 | 52 |
| 3. | Washington Capitals (6)  | 48 | 22 | 18 | 8 | 136 | 120 | 52 |
| 4. | New York Rangers (8)     | 48 | 22 | 23 | 3 | 139 | 134 | 47 |
| 5. | Florida Panthers (9)     | 48 | 20 | 22 | 6 | 115 | 127 | 46 |
| 6. | Tampa Bay Lightning (12) | 48 | 17 | 28 | 3 | 120 | 144 | 37 |
| 7. | New York Islanders (13)  | 48 | 15 | 28 | 5 | 126 | 158 | 35 |

#### Western Conference
Central Division
|    |                         | PG | V  | S  | N | GF  | GS  | PT |
| -- | ----------------------- | -- | -- | -- | - | --- | --- | -- |
| 1. | Detroit Red Wings (1)   | 48 | 33 | 11 | 4 | 180 | 117 | 70 |
| 2. | St. Louis Blues (3)     | 48 | 28 | 15 | 5 | 178 | 135 | 61 |
| 3. | Chicago Blackhawks (4)  | 48 | 24 | 19 | 5 | 156 | 115 | 53 |
| 4. | Toronto Maple Leafs (5) | 48 | 21 | 19 | 8 | 135 | 146 | 50 |
| 5. | Dallas Stars (8)        | 48 | 17 | 23 | 8 | 135 | 136 | 42 |
| 6. | Winnipeg Jets (10)      | 48 | 16 | 25 | 7 | 157 | 177 | 39 |

Pacific Division
|    |                           | PG | V  | S  | N  | GF  | GS  | PT |
| -- | ------------------------- | -- | -- | -- | -- | --- | --- | -- |
| 1. | Calgary Flames (2)        | 48 | 24 | 17 | 7  | 163 | 135 | 55 |
| 2. | Vancouver Canucks (6)     | 48 | 18 | 18 | 12 | 153 | 148 | 48 |
| 3. | San Jose Sharks (7)       | 48 | 19 | 25 | 4  | 129 | 161 | 42 |
| 4. | Los Angeles Kings (9)     | 48 | 16 | 23 | 9  | 142 | 174 | 41 |
| 5. | Edmonton Oilers (11)      | 48 | 17 | 27 | 4  | 136 | 183 | 38 |
| 6. | Mighty Ducks Anaheim (12) | 48 | 16 | 27 | 5  | 125 | 164 | 37 |

### Statistiche

#### Classifica marcatori
La seguente lista elenca i migliori marcatori al termine della stagione regolare.

| Giocatore      | Squadra                                | PG | G  | A  | Pt | +/- | MP  |
| -------------- | -------------------------------------- | -- | -- | -- | -- | --- | --- |
| Jaromír Jágr   | Pittsburgh Penguins                    | 48 | 32 | 38 | 70 | +23 | 37  |
| Eric Lindros   | Philadelphia Flyers                    | 46 | 29 | 41 | 70 | +27 | 60  |
| Aleksej Žamnov | Winnipeg Jets                          | 48 | 30 | 35 | 65 | +5  | 20  |
| Joe Sakic      | Quebec Nordiques                       | 47 | 19 | 43 | 62 | +7  | 30  |
| Ron Francis    | Pittsburgh Penguins                    | 44 | 11 | 48 | 59 | +30 | 18  |
| Theoren Fleury | Calgary Flames                         | 47 | 29 | 29 | 58 | +6  | 112 |
| Paul Coffey    | Detroit Red Wings                      | 45 | 14 | 44 | 58 | +18 | 72  |
| Mikael Renberg | Philadelphia Flyers                    | 47 | 26 | 31 | 57 | +20 | 20  |
| John LeClair   | Montreal Canadiens Philadelphia Flyers | 46 | 26 | 28 | 54 | +20 | 30  |
| Mark Messier   | New York Rangers                       | 46 | 14 | 39 | 53 | +8  | 40  |

#### Classifica portieri
La seguente lista elenca i migliori portieri al termine della stagione regolare.

| Giocatore        | Squadra             | PG | Min     | V  | S  | P | GS | SO | Sv%  | MGS  |
| ---------------- | ------------------- | -- | ------- | -- | -- | - | -- | -- | ---- | ---- |
| Dominik Hašek    | Buffalo Sabres      | 41 | 2416:27 | 19 | 14 | 7 | 85 | 5  | .930 | 2.11 |
| Jim Carey        | Washington Capitals | 28 | 1603:39 | 18 | 6  | 3 | 57 | 4  | .913 | 2.13 |
| Chris Osgood     | Detroit Red Wings   | 19 | 1086:41 | 14 | 5  | 0 | 41 | 1  | .917 | 2.26 |
| Ed Belfour       | Chicago Blackhawks  | 42 | 2449:55 | 22 | 15 | 3 | 93 | 5  | .906 | 2.28 |
| Jocelyn Thibault | Quebec Nordiques    | 18 | 897:50  | 12 | 2  | 2 | 35 | 1  | .917 | 2.34 |
| Dominic Roussel  | Philadelphia Flyers | 19 | 1075:03 | 11 | 7  | 0 | 42 | 1  | .914 | 2.34 |
| Glenn Healy      | New York Rangers    | 17 | 888:10  | 8  | 6  | 1 | 35 | 1  | .907 | 2.36 |
| Blaine Lacher    | Boston Bruins       | 35 | 1965:00 | 19 | 11 | 2 | 79 | 4  | .902 | 2.41 |
| Andy Moog        | Dallas Stars        | 31 | 1770:14 | 12 | 10 | 7 | 72 | 2  | .915 | 2.44 |
| Martin Brodeur   | New Jersey Devils   | 40 | 2184:25 | 19 | 11 | 6 | 89 | 3  | .902 | 2.45 |

## Playoff

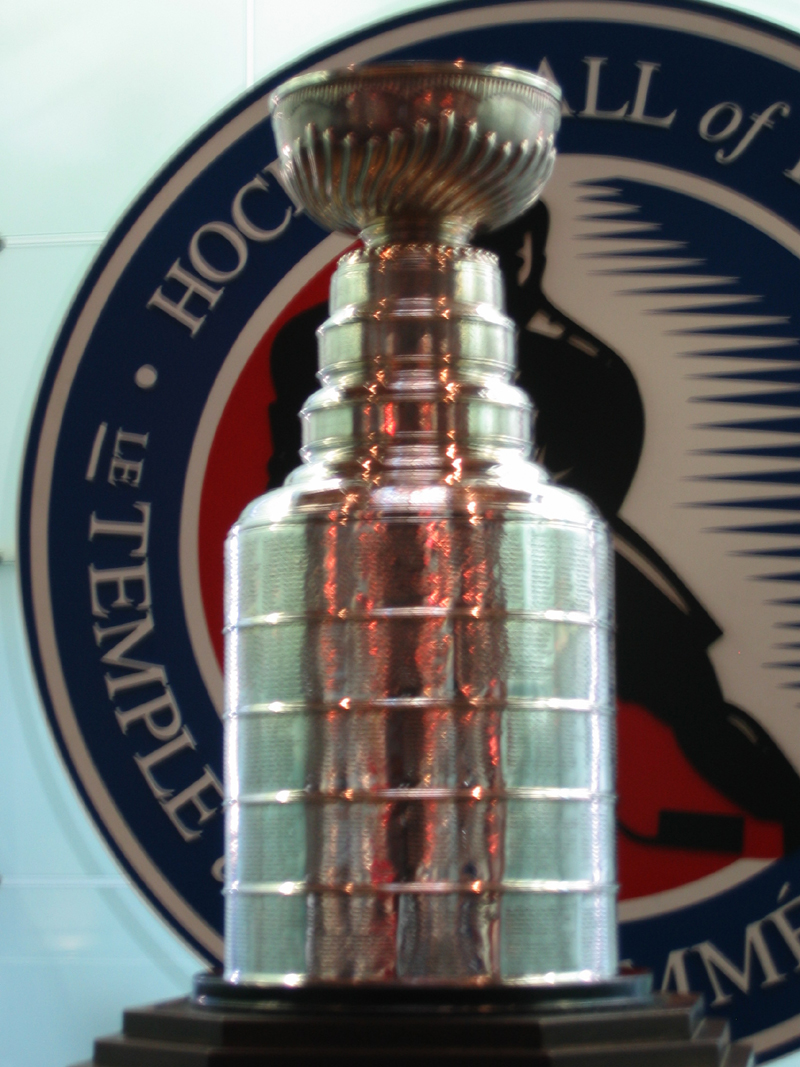
Il trofeo della Stanley Cup

Al termine della stagione regolare le migliori 16 squadre del campionato si sono qualificate per i playoff. I Detroit Red Wings si aggiudicarono il Presidents' Trophy avendo ottenuto il miglior record della lega con 70 punti. I campioni di ciascuna Division conservarono il proprio ranking per l'intera durata dei playoff, mentre le altre squadre furono ricollocate nella graduatoria dopo ciascun turno.

### Tabellone playoff
In ciascun turno la squadra con il ranking più alto si sfidò con quella dal posizionamento più basso, usufruendo anche del vantaggio del fattore campo. Nella finale di Stanley Cup il fattore campo fu determinato dai punti ottenuti in stagione regolare dalle due squadre. Ciascuna serie, al meglio delle sette gare, seguì il formato 2–2–1–1–1: la squadra migliore in stagione regolare avrebbe disputato in casa Gara-1 e 2, (se necessario anche Gara-5 e 7), mentre quella posizionata peggio avrebbe giocato nel proprio palazzetto Gara-3 e 4 (se necessario anche Gara-6).
|  | Quarti di finale Conference | Quarti di finale Conference                      | Quarti di finale Conference |   |                     | Semifinali Conference | Semifinali Conference | Semifinali Conference |                    |                    | Finali Conference   | Finali Conference  | Finali Conference  |  |  | Finale Stanley Cup | Finale Stanley Cup | Finale Stanley Cup |
|  |                             |                                                  |                             |   |                     |                       |                       |                       |                    |                    |                     |                    |                    |  |  |                    |                    |                    |
|  | 1                           | Quebec Nordiques                                 | 2                           |   |                     | 2                     | Philadelphia Flyers   | 4                     |                    |                    |                     |                    |                    |  |  |                    |                    |                    |
|  | 8                           | New York Rangers                                 | 4                           |   |                     | 8                     | New York Rangers      | 0                     |                    |                    |                     |                    |                    |  |  |                    |                    |                    |
|  |                             |                                                  |                             |   |                     |                       |                       |                       |                    |                    |                     |                    |                    |  |  |                    |                    |                    |
|  | 2                           | Philadelphia Flyers                              | 4                           |   |                     |                       |                       |                       | Eastern Conference | Eastern Conference | Eastern Conference  | Eastern Conference | Eastern Conference |  |  |                    |                    |                    |
|  | 2                           | Philadelphia Flyers                              | 4                           |   |                     |                       |                       |                       | Eastern Conference | Eastern Conference | Eastern Conference  | Eastern Conference | Eastern Conference |  |  |                    |                    |                    |
|  | 7                           | Buffalo Sabres                                   | 1                           |   |                     |                       |                       |                       |                    |                    |                     |                    |                    |  |  |                    |                    |                    |
|  | 7                           | Buffalo Sabres                                   | 1                           |   |                     |                       |                       |                       |                    | 2                  | Philadelphia Flyers | 2                  |                    |  |  |                    |                    |                    |
|  |                             |                                                  |                             |   |                     |                       |                       |                       |                    | 2                  | Philadelphia Flyers | 2                  |                    |  |  |                    |                    |                    |
|  |                             | 5                                                | New Jersey Devils           | 4 |                     |                       |                       |                       |                    |                    |                     |                    |                    |  |  |                    |                    |                    |
|  | 3                           | 5                                                | New Jersey Devils           | 4 | Pittsburgh Penguins | 4                     |                       |                       |                    |                    |                     |                    |                    |  |  |                    |                    |                    |
|  | 3                           |                                                  |                             |   | Pittsburgh Penguins | 4                     |                       |                       |                    |                    |                     |                    |                    |  |  |                    |                    |                    |
|  | 6                           | Washington Capitals                              | 3                           |   |                     |                       |                       |                       |                    |                    |                     |                    |                    |  |  |                    |                    |                    |
|  | 6                           | Washington Capitals                              | 3                           |   |                     |                       |                       |                       |                    |                    |                     |                    |                    |  |  |                    |                    |                    |
|  |                             |                                                  |                             |   |                     |                       |                       |                       |                    |                    |                     |                    |                    |  |  |                    |                    |                    |
|  |                             |                                                  |                             |   |                     |                       |                       |                       |                    |                    |                     |                    |                    |  |  |                    |                    |                    |
|  | 4                           | Boston Bruins                                    | 1                           |   | 3                   | Pittsburgh Penguins   | 1                     |                       |                    |                    |                     |                    |                    |  |  |                    |                    |                    |
|  | 4                           | Boston Bruins                                    | 1                           |   | 3                   | Pittsburgh Penguins   | 1                     |                       |                    |                    |                     |                    |                    |  |  |                    |                    |                    |
|  | 5                           | New Jersey Devils                                | 4                           |   |                     | 5                     | New Jersey Devils     | 4                     |                    |                    |                     |                    |                    |  |  |                    |                    |                    |
|  | 5                           | New Jersey Devils                                | 4                           |   |                     |                       |                       |                       |                    | E5                 | New Jersey Devils   | 4                  |                    |  |  |                    |                    |                    |
|  |                             | (Accoppiamenti ristabiliti dopo il primo turno.) |                             |   |                     |                       |                       |                       |                    | E5                 | New Jersey Devils   | 4                  |                    |  |  |                    |                    |                    |
|  |                             | W1                                               | Detroit Red Wings           | 0 |                     |                       |                       |                       |                    |                    |                     |                    |                    |  |  |                    |                    |                    |
|  | 1                           | W1                                               | Detroit Red Wings           | 0 | Detroit Red Wings   | 4                     |                       |                       | 1                  | Detroit Red Wings  | 4                   |                    |                    |  |  |                    |                    |                    |
|  | 1                           |                                                  |                             |   | Detroit Red Wings   | 4                     |                       |                       | 1                  | Detroit Red Wings  | 4                   |                    |                    |  |  |                    |                    |                    |
|  | 8                           | Dallas Stars                                     | 1                           |   |                     | 7                     | San Jose Sharks       | 0                     |                    |                    |                     |                    |                    |  |  |                    |                    |                    |
|  | 8                           | Dallas Stars                                     | 1                           |   |                     | 7                     | San Jose Sharks       | 0                     |                    |                    |                     |                    |                    |  |  |                    |                    |                    |
|  |                             |                                                  |                             |   |                     |                       |                       |                       |                    |                    |                     |                    |                    |  |  |                    |                    |                    |
|  | 2                           | Calgary Flames                                   | 3                           |   |                     |                       |                       |                       |                    |                    |                     |                    |                    |  |  |                    |                    |                    |
|  | 2                           | Calgary Flames                                   | 3                           |   |                     |                       |                       |                       |                    |                    |                     |                    |                    |  |  |                    |                    |                    |
|  | 7                           | San Jose Sharks                                  | 4                           |   |                     |                       |                       |                       |                    |                    |                     |                    |                    |  |  |                    |                    |                    |
|  | 7                           | San Jose Sharks                                  | 4                           |   |                     |                       |                       |                       | 1                  | Detroit Red Wings  | 4                   |                    |                    |  |  |                    |                    |                    |
|  |                             |                                                  |                             |   |                     |                       |                       |                       | 1                  | Detroit Red Wings  | 4                   |                    |                    |  |  |                    |                    |                    |
|  |                             | 4                                                | Chicago Blackhawks          | 1 |                     |                       |                       |                       |                    |                    |                     |                    |                    |  |  |                    |                    |                    |
|  | 3                           | 4                                                | Chicago Blackhawks          | 1 | St. Louis Blues     | 3                     |                       |                       |                    |                    |                     |                    |                    |  |  |                    |                    |                    |
|  | 3                           |                                                  |                             |   | St. Louis Blues     | 3                     |                       |                       |                    |                    |                     |                    |                    |  |  |                    |                    |                    |
|  | 6                           | Vancouver Canucks                                | 4                           |   |                     |                       |                       |                       |                    |                    | Western Conference  | Western Conference | Western Conference |  |  |                    |                    |                    |
|  | 6                           | Vancouver Canucks                                | 4                           |   |                     |                       |                       |                       |                    |                    | Western Conference  | Western Conference | Western Conference |  |  |                    |                    |                    |
|  |                             |                                                  |                             |   |                     |                       |                       |                       |                    |                    |                     |                    |                    |  |  |                    |                    |                    |
|  | 4                           | Chicago Blackhawks                               | 4                           |   | 4                   | Chicago Blackhawks    | 4                     |                       |                    |                    |                     |                    |                    |  |  |                    |                    |                    |
|  | 4                           | Chicago Blackhawks                               | 4                           |   | 4                   | Chicago Blackhawks    | 4                     |                       |                    |                    |                     |                    |                    |  |  |                    |                    |                    |
|  | 5                           | Toronto Maple Leafs                              | 3                           |   |                     | 6                     | Vancouver Canucks     | 0                     |                    |                    |                     |                    |                    |  |  |                    |                    |                    |

### Stanley Cup
La finale della Stanley Cup 1995 è stata una serie al meglio delle sette gare che ha determinato il campione della National Hockey League per la stagione 1994-1995. I New Jersey Devils hanno sconfitto i Detroit Red Wings in quattro partite e si sono aggiudicati la Stanley Cup per la prima volta nella loro storia. I Devils diventarono la sesta franchigia dopo l'era delle Original Six a vincere il titolo, mentre per Detroit si trattò della prima finale disputata dal 1966.

## Premi NHL

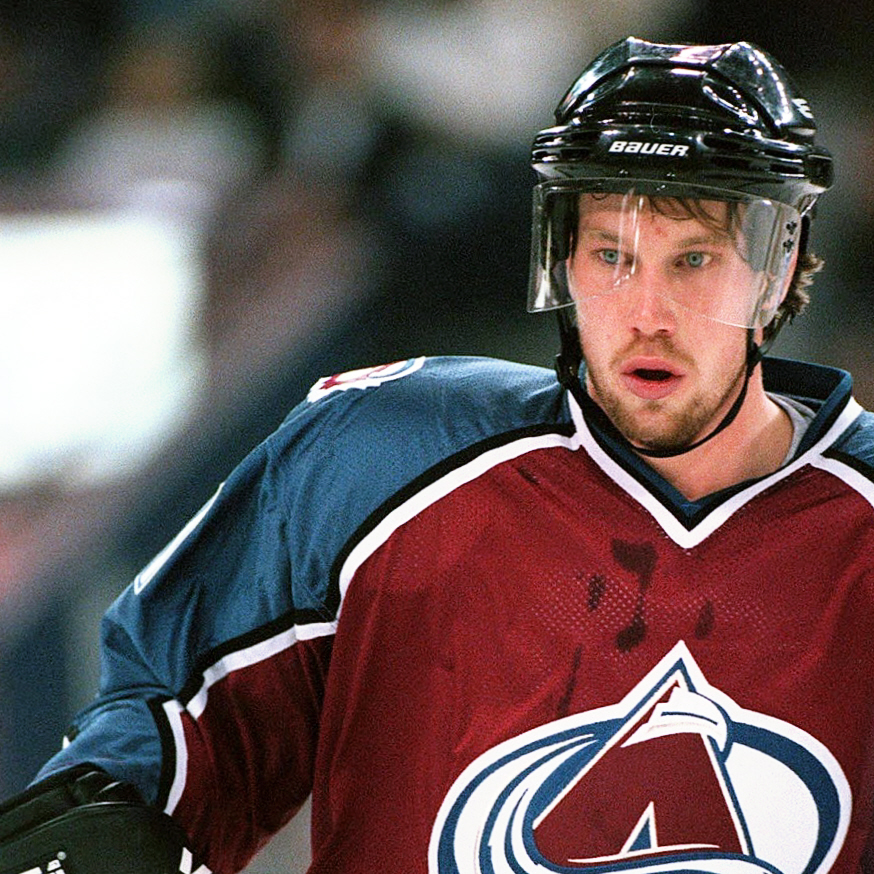
Peter Forsberg, giocatore allora dei Quebec Nordiques e vincitore del Calder Memorial Trophy come miglior rookie della lega.

### Riconoscimenti
- Stanley Cup: New Jersey Devils
- Presidents' Trophy: Detroit Red Wings
- Prince of Wales Trophy: New Jersey Devils
- Clarence S. Campbell Bowl: Detroit Red Wings
- Art Ross Trophy: Jaromír Jágr (Pittsburgh Penguins)
- Bill Masterton Memorial Trophy: Pat LaFontaine (Buffalo Sabres)
- Calder Memorial Trophy: Peter Forsberg (Quebec Nordiques)
- Conn Smythe Trophy: Claude Lemieux (New Jersey Devils)
- Frank J. Selke Trophy: Ron Francis (Pittsburgh Penguins)
- Hart Memorial Trophy: Eric Lindros (Philadelphia Flyers)
- Jack Adams Award: Marc Crawford (Quebec Nordiques)
- James Norris Memorial Trophy: Paul Coffey (Detroit Red Wings)
- King Clancy Memorial Trophy: Joe Nieuwendyk (Calgary Flames)
- Lady Byng Memorial Trophy: Ron Francis (Pittsburgh Penguins)
- Lester B. Pearson Award: Eric Lindros (Philadelphia Flyers)
- Lester Patrick Trophy: Joe Mullen, Brian Mullen, Bob Fleming
- NHL Plus/Minus Award: Ron Francis (Pittsburgh Penguins)
- Vezina Trophy: Dominik Hašek (Buffalo Sabres)
- William M. Jennings Trophy: Ed Belfour (Chicago Blackhawks)

### NHL All-Star Team
First All-Star Team
- Attaccanti: John LeClair • Eric Lindros • Jaromír Jágr
- Difensori: Chris Chelios • Paul Coffey
- Portiere: Dominik Hašek

Second All-Star Team
- Attaccanti: Keith Tkachuk • Aleksej Žamnov • Theoren Fleury
- Difensori: Larry Murphy • Ray Bourque
- Portiere: Ed Belfour

NHL All-Rookie Team
- Attaccanti: Paul Kariya • Peter Forsberg • Jeff Friesen
- Difensori: Chris Therien • Kenny Jönsson
- Portiere: Jim Carey